# 東京都立赤塚公園
東京都立赤塚公園（とうきょうとりつあかつかこうえん）は、東京都板橋区にある都立公園（風致公園）。赤塚城の旧跡のある城跡地区、運動施設を中心とする中央地区、自然林に覆われた丘陵地などの変化に富んだ園地が、高島平団地と首都高速5号池袋線に沿って東西に連なっている。

## 見所

### 丘陵地
武蔵野台地の崖線にあたる幅70mの丘陵地が、2.3kmに渡って延びている。丘陵地を覆う自然林にはニリンソウが自生し、一部はバードサンクチュアリ（野鳥保護区）になっている。
- 自然林の主な樹木 - ムクノキ・アカメガシワ・エノキ・イヌシデ・シロダモ・エゴノキ・ヌルデ
- 保護区の主な野鳥 - コジュケイ・シジュウカラ・ヒヨドリ・コゲラ

## 施設・設備
城跡地区
- 板橋区立美術館
- 板橋区立郷土資料館

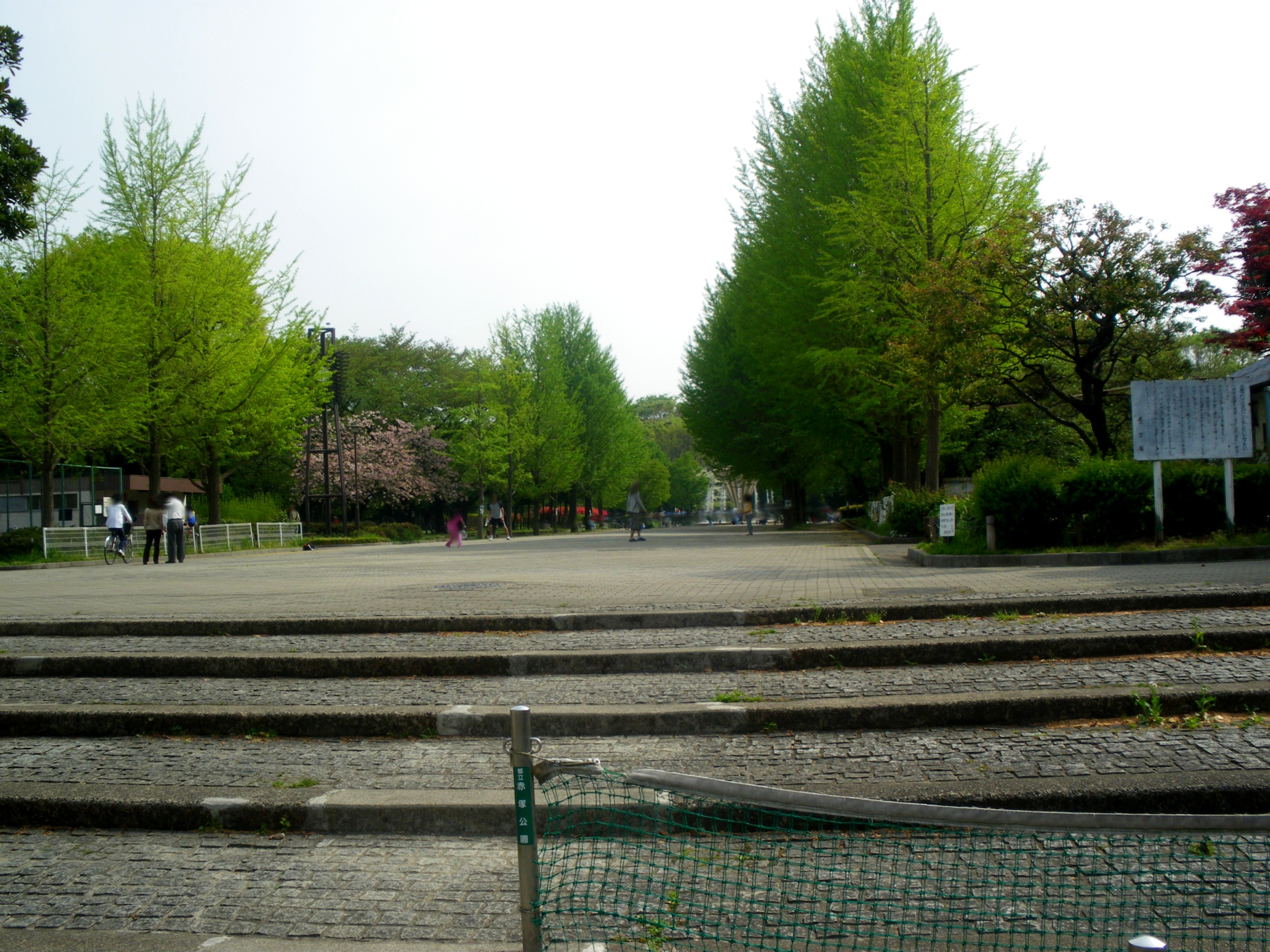
中央地区
- 野球場（1面）
- テニスコート（7面）
- 陸上競技場（300mトラック）
- バーベキュー広場

## 所在地・アクセス
- 東京都板橋区徳丸7・8丁目、四葉2丁目、大門、高島平3丁目、赤塚4・5・8丁目
  - 赤塚公園サービスセンター - 東京都板橋区高島平3-1
- 都営地下鉄三田線高島平駅下車、徒歩10分
- 有料駐車場あり（62台）